# パスファインダー (偵察巡洋艦)
パスファインダー (HMS Pathfinder) は、イギリス海軍の偵察巡洋艦。パスファインダー級。

## 艦歴
1904年7月16日進水。1905年7月18日就役。
1914年9月5日、哨戒任務を終えロサイスへ帰投途中の「パスファインダー」は、メイ島東南東沖でオットー・ハーシング中尉指揮のドイツ潜水艦「U21」による攻撃を受けた。この時、石炭不足のため「パスファインダー」は低速で航行していた。「U21」は「パスファインダー」に対して1本の魚雷を発射。その魚雷は「パスファインダー」の右舷弾倉に命中して爆発し、船は数分以内に沈没、259 名が死亡した。ちなみに南北戦争時に「ハンリー」によって沈められた「フーサトニック」以来の、史上2番目の潜水艦による撃沈であった。